# Мезених
Мезених (нем. Mesenich) — община в Германии, в земле Рейнланд-Пфальц.
Входит в состав района Кохем-Целль. Подчиняется управлению Кохем-Ланд.  Население составляет 295 человек (на 31 декабря 2010 года). Занимает площадь 2,98 км².